# Festuca acamptophylla
Festuca acamptophylla är en gräsart som först beskrevs av St.-yves, och fick sitt nu gällande namn av Evgenii Borisovich Alexeev. Festuca acamptophylla ingår i släktet svinglar, och familjen gräs. Inga underarter finns listade i Catalogue of Life.